# DSa (Inschrift)
DSa ist die Abkürzung einer Inschrift von Dareios I. (D). Sie wurde in Susa (S) entdeckt und von der Wissenschaft mit einem Index (a) versehen. Die Inschrift liegt in altpersischer Sprache vor. Die zwei überlieferten Versionen werden über einen zusätzlichen Index unterschieden.

## Inhalt
„§1. Ich (bin) Dareios, der große König, König der Könige, König der Länder, des Hystaspes Sohn, ein Achaimenide.
§2. Es kündet Dareios, der König: Nach dem Willen Ahuramazdas habe ich dies errichtet, was jedem anderen wundervoll erscheinen möge.“

## Beschreibung
Die Inschrift ist auf zwei Verblendziegeln aus Susa überliefert. Sie wurden im Rahmen von französischen Ausgrabungen gefunden. Die genauen Fundorte sind unbekannt. Die erste Version, DSaa wurde von Marcel Dieulafoy 1891/1892 veröffentlicht und die zweite Version, DSab, von Jean-Vincent Scheil 1929. DSaa befindet sich im Louvre ohne Angaben zur Inventarnummer. Der Aufenthaltsort von DSab ist unbekannt.
Die Ziegeln sind aus gebranntem Ton. Die Maße des quadratischen Ziegels mit der Inschrift DSab sind 165 mal 165 mm. Durch das Vorhandensein von zwei Ziegeln mit derselben Inschrift wird vermutet, dass die Inschrift gestempelt wurde.